# Onelio Jorge Cardoso

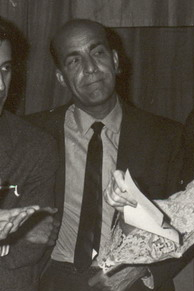
Onelio Jorge Cardoso

Onelio Jorge Cardoso (* 11. Mai 1914 in Calabazar de Sagua, Kuba; † 29. Mai 1986 in Havanna) war ein kubanischer Schriftsteller und Journalist.

## Leben
Cardoso studierte auf dem Zweiten Bildungsweg Literaturwissenschaft in Santa Clara, konnte aber aus Geldmangel das Studium nicht zu Ende führen.
1936 gewann er seinen ersten Literaturpreis. Er arbeitete als Landschullehrer, Straßenverkäufer, Vertreter für Medikamente und zwölf Jahre lang als Texteschreiber für Radio und Fernsehen in Kuba.
1945 erhielt er einen Literaturpreis für seine Erzählung Die Köhler (Los carboneros). 1948 zog Cardoso nach Havanna. Er war Chefredakteur einer Filmzeitschrift. 1952 erhielt er den Nationalen Friedenspreis für seine Erzählung Altes Eisen (Hierro Viejo).
Von 1961 bis 1966 saß Cardoso im Beirat für Literatur der UNEAC (Kubanischer Schriftsteller- und Künstlerverband). Er schrieb zahlreiche Artikel für kubanische Zeitschriften und arbeitete an Filmen mit.
1976 wurde er Kulturattaché an der Kubanischen Botschaft in Peru und danach Präsident der Sektion Literatur der UNEAC.

## Rezeption
Herausragend sind seine Leistungen als Erzähler. Seine Erzählungen handeln von einfachen Menschen und ihren Problemen. Mit seinem sehr eigenen Erzählstil, der nur im strukturellen Aufbau an Hemingway erinnert, gelingt es ihm philosophische Transzendenz aus Alltagssituationen herauszuarbeiten. Erzählungen von Cardoso wurden in 12 Sprachen übersetzt.

## Werke (Auswahl)
Kinder- und Jugendbücher
- Die drei Vögelein. J. Martí, Havanna 1987.
- Das Korallenpferd und andere Erzählungen. Aufbau-Verlag, Berlin 1972 (bb, Billige Bücher; 257).
- Negrita. Ein Roman für Kinder („Negrita“). Beltz & Gelberg, Weinheim 1984, ISBN 3-407-78347-7.

Erzählungen
- Cuentos completos. De La Torre, Madrid 1981 (Libro compacto; 49).
- Cuentos cubanos. Editorial Popular, Madrid 2001, ISBN 84-7884-191-1 (Letras grande; 50).
- Cuentos escogidos. Letras Cubanos, Havanna 1989, ISBN 978-959-100826-8.